# Броцоло
Броцоло (італ. Brozolo, п'єм. Breuso) — муніципалітет в Італії, у регіоні П'ємонт,  метрополійне місто Турин.
Броцоло розташоване на відстані близько 510 км на північний захід від Рима, 30 км на схід від Турина.
Населення — 478 осіб (2014).
Щорічний фестиваль відбувається 23 квітня. Покровитель — святий Юрій.

## Демографія
Населення за роками:

Станом на 1 січня 2023 року в муніципалітеті офіційно проживало 28 іноземців з 10 країн, серед них 20 громадян країн Євросоюзу.

## Сусідні муніципалітети
- Брузаско
- Кокконато
- Морансенго
- Робелла
- Верруа-Савоя